# Fortress (videogioco 1983)
Fortress è un videogioco strategico a turni pubblicato da Strategic Simulations nel 1983 per Apple II e Atari 8-bit e nel 1984 per Commodore 64. Nel 1989 uscirono anche versioni per i giapponesi NEC PC-8801 e NEC PC-9801.

## Modalità di gioco
Il gioco avviene su una scacchiera 6 x 6 inizialmente vuota, tra due giocatori umani o contro il computer. Una partita dura un numero di turni prefissato (di default 21) e lo scopo è occupare il maggior numero di caselle con il proprio colore (bianco o nero) alla fine.
Al proprio turno il giocatore deve piazzare una fortezza su una casella priva di fortezze nemiche; se è già occupata da una delle proprie fortezze, questa viene rinforzata, raddoppiandone o al massimo triplicandone l'efficacia. La mossa aumenta di un grado il controllo del giocatore anche su tutte le caselle adiacenti in orizzontale e verticale, producendo un effetto a seconda di cosa contengono:
- se la casella è vuota, diventa controllata dal giocatore e viene occupata da una bandierina del proprio colore;
- se contiene una bandierina avversaria con pari grado di controllo, questa viene eliminata e la casella rimane vuota;
- se contiene una fortezza avversaria con pari grado di controllo, questa viene messa sotto assedio;
- se contiene una fortezza avversaria già sotto assedio, questa viene eliminata, compresa la sua influenza sulle caselle circostanti.

Inizialmente vengono forniti cinque possibili avversari computerizzati, con diversa abilità e diversi stili di gioco, ma è possibile creare e salvare su disco le statistiche di altri giocatori umani e computerizzati. I giocatori controllati dal computer in particolare possono apprendere dalle partite fatte e migliorare la propria strategia con l'esperienza, salvandola quindi su disco.
All'epoca della pubblicazione di Fortress, Strategic Simulations organizzò anche un torneo, con un premio di 1000 dollari, tra i giocatori computerizzati "allenati" dai partecipanti; per partecipare bisognava spedire a SSI un dischetto contenente il salvataggio del proprio giocatore computerizzato, che l'azienda avrebbe fatto competere contro quelli degli altri.